# Diocesi di Meixian
La diocesi di Meixian (Jiaying, Kaying) (in latino Dioecesis Chiaimensis) è una sede della Chiesa cattolica in Cina suffraganea dell'arcidiocesi di Guangzhou. Nel 1950 contava 22.819 battezzati su 2.625.000 abitanti. La sede è vacante.

## Territorio
La diocesi comprende parte della provincia cinese di Guangdong.
Sede vescovile è la città di Meizhou, dove si trova la cattedrale della Santa Famiglia.

## Storia
La prefettura apostolica di Jiaying fu eretta il 20 febbraio 1929 con il breve Pastorale officium di papa Pio XI, ricavandone il territorio dal vicariato apostolico di Shantou (oggi diocesi). La cura pastorale fu affidata ai missionari di Maryknoll.
Il 18 giugno 1935 la prefettura apostolica fu elevata al rango di vicariato apostolico con la bolla Etsi inter del medesimo papa Pio XI.
L'11 aprile 1946 il vicariato apostolico è stato elevato a diocesi (di Jiaying o Meixian o Kayíng) con la bolla Quotidie Nos di papa Pio XII.
Vescovo "ufficiale" della diocesi, dal 1989 al 2000, è stato monsignor Anthony Zhong Quanzhang. Gli è succeduto monsignor Joseph Liao Hongqing, nominato dall'associazione patriottica cattolica cinese, ma riconosciuto anche dalla Santa Sede.

## Cronotassi dei vescovi
Si omettono i periodi di sede vacante non superiori ai 2 anni o non storicamente accertati.
- Francis Xavier Ford, M.M. † (28 aprile 1929 - 21 febbraio 1952 deceduto)
  - Sede vacante
  - Anthony Zhong Quanzhang † (7 maggio 1989 consacrato - 28 gennaio 2000 deceduto)
  - Joseph Liao Hongqing, dal 26 settembre 2003

## Statistiche
La diocesi nel 1950 su una popolazione di 2.625.000 persone contava 22.819 battezzati, corrispondenti allo 0,9% del totale.
| anno | popolazione | popolazione | popolazione | presbiteri | presbiteri | presbiteri | presbiteri                | diaconi | religiosi | religiosi | parrocchie |
| anno | battezzati  | totale      | %           | numero     | secolari   | regolari   | battezzati per presbitero | diaconi | uomini    | donne     | parrocchie |
| ---- | ----------- | ----------- | ----------- | ---------- | ---------- | ---------- | ------------------------- | ------- | --------- | --------- | ---------- |
| 1950 | 22.819      | 2.625.000   | 0,9         | 31         | 15         | 16         | 736                       |         |           | 31        | 26         |

Secondo alcune fonti statistiche, la diocesi nel 2011 conta 40.000 fedeli, con 8 sacerdoti e una quarantina tra parrocchie e stazioni missionarie.